# Ylä-Keyritty
Ylä-Keyritty eller Keyritynjärvi är en sjö i Finland. Den ligger till större delen i Rautavaara kommun men också i Valtimo i landskapen Norra Savolax och Norra Karelen, i den centrala delen av landet, 400 km nordost om huvudstaden Helsingfors. Ylä-Keyritty ligger 180 meter över havet. I omgivningarna runt Ylä-Keyritty växer i huvudsak barrskog. Den är 24,4 meter djup. Arean är 3,66 kvadratkilometer och strandlinjen är 30,68 kilometer lång. Sjön  ingår i Vuoksens huvudavrinningsområde. 